# HMS Oribi (G66)
Le HMS Oribi (G66) est un destroyer de classe O en service dans la Royal Navy pendant la Seconde Guerre mondiale.
À l'origine baptisé HMS Observer, il est renommé HMS Oribi, à la suite d'un parrainage par le gouvernement sud-africain. Son nom est tiré de l'Ourébi (Oribi en anglais), une antilope sud-africaine. Unique navire de guerre britannique à porter ce nom, l'Oribi est mis sur cale le 15 janvier 1940 aux chantiers navals Fairfield Shipbuilding and Engineering Company de Govan, en Écosse. Il est lancé le 14 janvier 1941 et mis en service le 5 juillet 1941, sous le commandement du lieutenant commander John Edwin Home McBeath.

## Historique
Le 4 août 1941, l'Oribi transporte le Premier ministre britannique Winston Churchill et des officiers supérieurs de Scrabster à Scapa Flow, où le groupe embarque sur le HMS Prince of Wales pour son passage à Newfoundland et la rencontre très secrète avec le président américain Franklin D Roosevelt lors de la signature de la Charte de l'Atlantique.
L'Oribi est l'un des destroyers ayant soutenu l'opération Archery, le raid commando de novembre 1941 sur la Norvège, bombardant les îles et attaquant la navigation allemande en mouillage abrité. Il assiste également des ressortissants norvégiens à rentrer chez eux après le raid, afin d'échapper à l'occupation allemande.
Le destroyer participe à de nombreuses actions de convoyage, tant en Arctique qu'en Atlantique, notamment le convoi ONS 5 en mai 1943, considéré comme le tournant de la bataille de l'Atlantique. À 03 h 00 le 6 mai 1943, l'U-125 est localisé par radar dans un brouillard épais, percuté par le HMS Oribi et endommagé, incapable de plonger. À 03 h 54, le sous-marin est aperçu par les corvettes HMS Snowflake et HMS Sunflower, et comme le HMS Snowflake manœuvrait pour attaquer, l'équipage de l'U-125, réalisant que leur position était indéfendable, décide de saborder le navire et de l'abandonner. Le capitaine du HMS Snowflake envoya un message au commandant de l'escorte, le lieutenant commandant Robert Sherwood, en se proposant de les secourir, et reçut comme réponse « Non approuvé pour repêcher les survivants ». Le HMS Snowflake et le HMS Sunflower ont alors repris leur position autour du convoi, tandis que les membres de l'équipage de l'U-125 mourront noyés dans les eaux froides de l'Atlantique au cours des heures suivantes.
L'Oribi est transféré dans la marine turque en 1946 et rebaptisé Gayret, pour remplacer un navire précédent homonyme, ex-HMS Ithuriel, réquisitionné par la Royal Navy pendant la Seconde Guerre mondiale et perdu lors des hostilités. Le navire reçoit le nouveau numéro de fanion D15 et est utilisé comme navire QG.